# Xystrocera rhodesiana
Xystrocera rhodesiana is een keversoort uit de familie van de boktorren (Cerambycidae). De wetenschappelijke naam van de soort werd voor het eerst geldig gepubliceerd in 1954 door Veiga-Ferreira.